# Mzoura
Mzoura  (in arabo امزورة‎?) è un centro abitato e comune rurale del Marocco situato nella provincia di Settat, regione di Casablanca-Settat. Conta una popolazione di 9 525 abitanti (censimento 2014).